# Eugen Meindl
Eugen Meindl (Donaueschingen, 16 de julho de 1892 — Donaueschingen, 24 de janeiro de 1951) foi um general paraquedista alemão da Luftwaffe na Alemanha Nazista e recebeu a Cruz de Cavaleiro da Cruz de Ferro com Folhas de Carvalho durante a Segunda Guerra Mundial.

## Vida e carreira
Nascido em 1892, Eugen Meindl alistou-se no exército em 1912 e serviu durante a Primeira Guerra Mundial. Meindl serviu com várias unidades de artilharia no Reichswehr, as forças armadas do pós-guerra da República de Weimar e, posteriormente, na Wehrmacht da Alemanha Nazista. Em novembro de 1938, Meindl foi nomeado comandante do 112.º Regimento de Artilharia de Montanha em Graz. Promovido a Oberst, ele liderou o "Grupo Meindl" e fez seu primeiro salto de paraquedas em Narvik. Ele foi transferido para a Luftwaffe em novembro de 1940.
Durante a invasão aerotransportada de Creta, Meindl saltou perto da Ponte Plataniás, onde foi baleado no peito e gravemente ferido. Em fevereiro de 1942, Meindl, agora Generalmajor, tornou-se comandante da recém-formada Divisão Meindl da Luftwaffe na União Soviética. Em setembro, ele assumiu o XIII. Fliegerkorps (13.º Corpo Aéreo). 
Em 1943, foi promovido a comandante geral do II. Fallschirmkorps (2.º Corpo de Paraquedistas), que liderou no oeste na frente de invasão e mais tarde em Cleves e no Reichswald. Sua unidade participou da Batalha de Nijmegen durante a Operação Market Garden (setembro de 1944), mas foi interrompida nas alturas de Groesbeek por paraquedistas americanos enterrados e, portanto, incapaz de impedir os Aliados de tomarem a cidade e as pontes estrategicamente importantes através do rio Waal. O Corpo Aéreo de Meindl em Goch e na cabeça de ponte de Wesel, onde foi nomeado comandante em 5 de março de 1945. Meindl imediatamente avisou ao alto comando que a cabeça de ponte deveria ser evacuada, mas não conseguiu garantir a concordância de Hitler até a noite de 9 de março. Nos quatro dias intermediários, Meindl já havia organizado a evacuação da cabeça de ponte e, portanto, foi capaz de trazer os restos de sete divisões e duas unidades panzer com a maior parte de seu equipamento; em suas palavras, "tudo o que flutuaria voltou novamente". Meindl continuou a comandar o 2.º Corpo de Paraquedistas até sua rendição final em Grossbrekendorf perto de Schleswig no início de maio. Ele morreu em 1951.

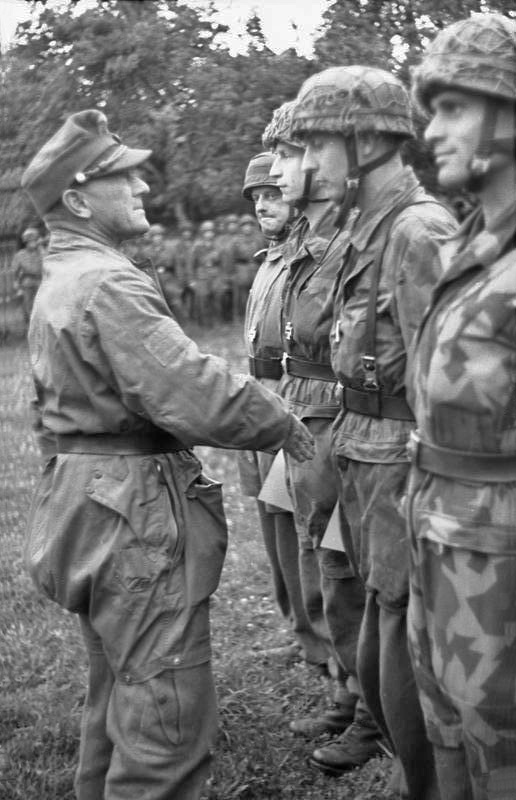
Eugen Meindl na cerimônia de medalha com paraquedistas em 21 de junho de 1944.

## Nomeação para as Espadas na Cruz de Cavaleiro
Em abril de 1945, Meindl foi nomeado para Espadas na Cruz de Cavaleiro; a nomeação pela tropa foi aprovada por cada um de seus comandantes. No entanto, a nomeação não contém nenhuma observação final sobre o processo. O Oberst Nicolaus von Below, ajudante de Hitler na Luftwaffe, havia enviado uma mensagem por teletipo ao comandante geral do Fallschirmarmee, Generaloberst Kurt Student, solicitando uma declaração para essa nomeação. A cópia do teleimpressor contém uma nota: reenvio "23 de abril de 1945". Parece que a declaração nunca foi devolvida. A papelada não foi finalizada até o final da guerra. A Associação dos Destinatários da Cruz de Cavaleiro (AKCR) afirma que o prêmio foi apresentado de acordo com o decreto Dönitz. Isso é ilegal de acordo com a Deutsche Dienststelle (WASt) e não tem justificativa legal. Fellgiebel atribuiu a data de apresentação.
Meindl é mencionado em uma lista do Oberbefehlshaber Nordwest para "Nomeações e Concessão de Prêmios de Guerra" de maio de 1945. Esta lista, que deveria ser apresentada a Karl Dönitz, continha doze nomes de nomeações pendentes que foram enviadas por meio da cadeia de comando. Dönitz nunca assinou essa lista, muito provavelmente ele nunca viu essa lista. Os escritórios de pessoal responsáveis concederam ou recusaram oito nomeações desta lista até o final da guerra em, dois permaneceram não processados pelo Heerespersonalamt (HPA—Escritório de Pessoal do Exército) e Luftwaffenpersonalamt (LPA — Escritório de Pessoal da Luftwaffe) e outros dois foram deixados prontos para assinatura no Oberkommando der Wehrmacht/Wehrmacht-Führungsstab (OKW/WFSt—equipe de liderança do Alto Comando do Exército).

## Sumário da carreira

### Condecorações
- Cruz de Ferro (1914)
  - 2ª classe (18 de julho de 1915)[4]
  - 1ª classe (17 de janeiro de 1916)[4]
- Broche da Cruz de Ferro (1939)
  - 2ª classe (22 de outubro de 1939)[4]
  - 1ª classe (10 de junho de 1940)[4]
- Escudo de Narvik (10 de novembro de 1940)[5]
- Distintivo de Ferido (1939)
  - em Preto (25 de outubro de 1941)[5]
- Medalha Oriental (9 de agosto de 1942)[5]
- Cruz Germânica em Ouro (27 de julho de 1942) como Generalmajor na Luftwaffen-Division "Meindl"[6]
- Cruz de Cavaleiro da Cruz de Ferro (14 de junho de 1941) como Generalmajor e comandante do Fallschirmjäger-Sturm-Regiment[7]
  - 564ª Folhas de Carvalho (31 de agosto de 1944) como General der Fallschirmtruppe e comandante geral do II. Fallschirmkorps[7]

### Promoções
- 27 de julho de 1912 – Fahnenjunker
- 22 de março de 1913 – Fähnrich
- 17 de fevereiro de 1914 – Leutnant (segundo-tenente)
- 18 de abril de 1917 – Oberleutnant (primeiro-tenente)
- 1 de agosto de 1924 – Hauptmann (capitão)
- 1 de abril de 1934 – Major (major)
- 1 de agosto de 1936 – Oberstleutnant (tenente-coronel)
- 1 de abril de 1939 – Oberst (coronel)
- 1 de janeiro de 1941 – Generalmajor (major-general)
- 1 de fevereiro de 1943 – Generalleutnant (tenente-general)
- 1 de abril de 1944:  – General der Fallschirmtruppe (general dos paraquedistas)